# Langzeit-EKG

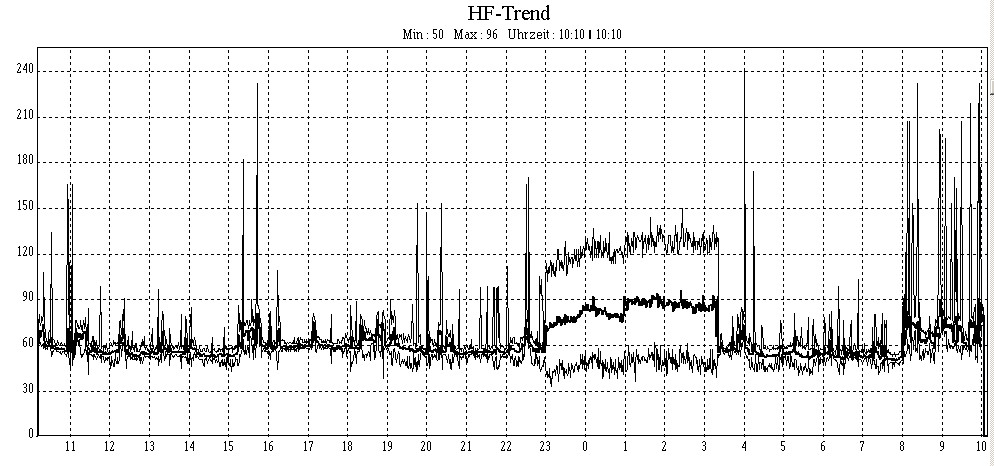
Herzfrequenz-Diagramm eines LZ-EKG, das zwischen 23:00 Uhr und 03:20 Uhr (Zeitachse unten) eine Episode von Vorhofflimmern erkennen lässt

Als Langzeit-EKG (Abk. LZ-EKG) wird in der Medizin die Aufzeichnung des Elektrokardiogramms über einen längeren Zeitraum von meist 24 Stunden bezeichnet. Nach seinem Erfinder Norman J. Holter wird die Methode vor allem im angelsächsischen Raum auch Holter-EKG genannt.
Das Langzeit-EKG wird eingesetzt, um das Ausmaß von Herzrhythmusstörungen bewerten und auch seltene Rhythmusstörungen aufspüren zu können. Am gebräuchlichsten ist die kontinuierliche EKG-Registrierung über 24 Stunden mit Hilfe tragbarer Aufzeichnungsgeräte, die auch Durchblutungsstörungen des Herzens aufdecken können. Seltener wird eine diskontinuierliche Aufzeichnung mittels sogenannter Event-Recorder oder Loop-Recorder über längere Zeiträume durchgeführt. Implantierte Event-Recorder erlauben dabei auch mehrjährige Beobachtungszeiträume.

## Einsatzgebiete

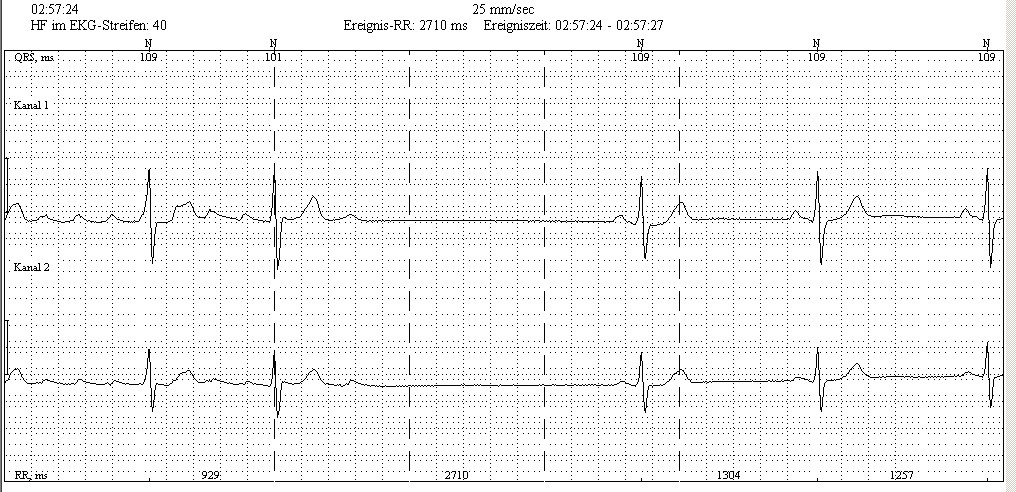
Ausschnitt eines LZ-EKG bei nächtlichem paroxysmalem Vorhofflattern
Links: Vorhofflattern
Mitte: Sinusknotenstillstand für ca. 2,7 Sekunden
Rechts: Einsetzen des Sinusrhythmus

Das konventionelle Langzeit-EKG über 24 Stunden dient hauptsächlich der Erkennung und Quantifizierung von Herzrhythmusstörungen bei Patienten mit einer bekannten Herzerkrankung oder mit Symptomen, die durch Rhythmusstörungen verursacht sein könnten. Dazu zählen Herzrasen, Herzstolpern, Schwindelattacken, Ohnmachtsanfälle (Synkopen) und vorübergehende Lähmungserscheinungen (TIA).
Bei Patienten mit Vorhofflimmern oder Vorhofflattern werden im LZ-EKG oft Episoden der Rhythmusstörung aufgedeckt, die besonders nachts vom Patienten selbst nicht bemerkt wurden. Nach einem Herzinfarkt oder bei Herzmuskelerkrankungen können insbesondere bei stark eingeschränkter Pumpkraft des Herzens ebenfalls unbemerkte lebensbedrohliche Rhythmusstörungen entdeckt werden, die eine besondere Behandlung erfordern.
Wenn die genannten Symptome nicht täglich auftreten, bleibt auch das 24-Stunden-Langzeit-EKG oft ohne wegweisenden Befund. In diesen Fällen kann ein Event-Recorder oft dazu beitragen, Herzrhythmusstörungen als Ursache nachzuweisen oder auszuschließen. Hin und wieder können auf diese Weise auch Panikattacken und Angststörungen als Folgen einer Rhythmusstörung zugeordnet werden.
Grundsätzlich ist mit erheblichem zeitlichen Aufwand und mindestens drei standardisierten Ableitungen auch eine Analyse der ST-Strecken zur Aufdeckung von Durchblutungsstörungen des Herzmuskels möglich. Aufgrund der eingeschränkten Aussagekraft der so erhobenen Befunde und verbesserter sonstiger Möglichkeiten wird diese Analyse nur noch in Ausnahmefällen durchgeführt.

## Technik

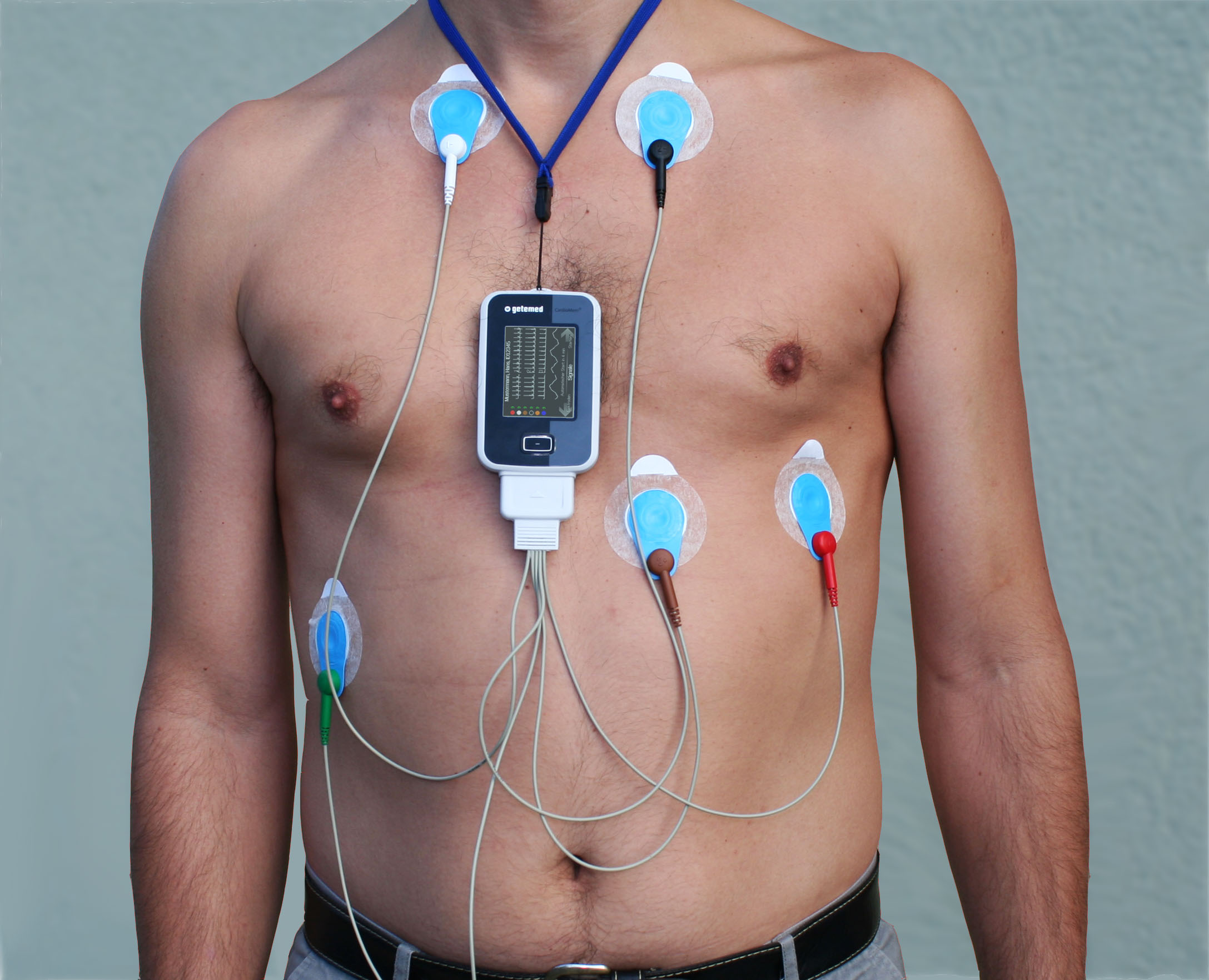
Verkabelung beim Langzeit-EKG

### Langzeit-EKG
Das 24-Stunden-LZ-EKG wird über zwei bis sechs auf den Brustkorb geklebte Elektroden kontinuierlich auf einen Kassetten- oder Festspeicherrecorder übertragen, der am Gürtel oder um den Hals getragen wird. Die älteren analog aufzeichnenden Bandkassetten-Geräte ähneln einem Walkman und wiegen etwa 150–220 Gramm. Moderne Geräte speichern digital auf Festplatten, CompactFlash-Speicherkarten oder vergleichbaren Speichermedien. Sie wiegen etwa 100–120 Gramm und erlauben eine Aufzeichnungsdauer von bis zu einer Woche. Nach Ende der Aufzeichnung werden die Daten computergestützt ausgewertet, wobei durchschnittlich etwa 100.000 Herzaktionen pro 24 Stunden analysiert werden müssen.

### Event-Recorder

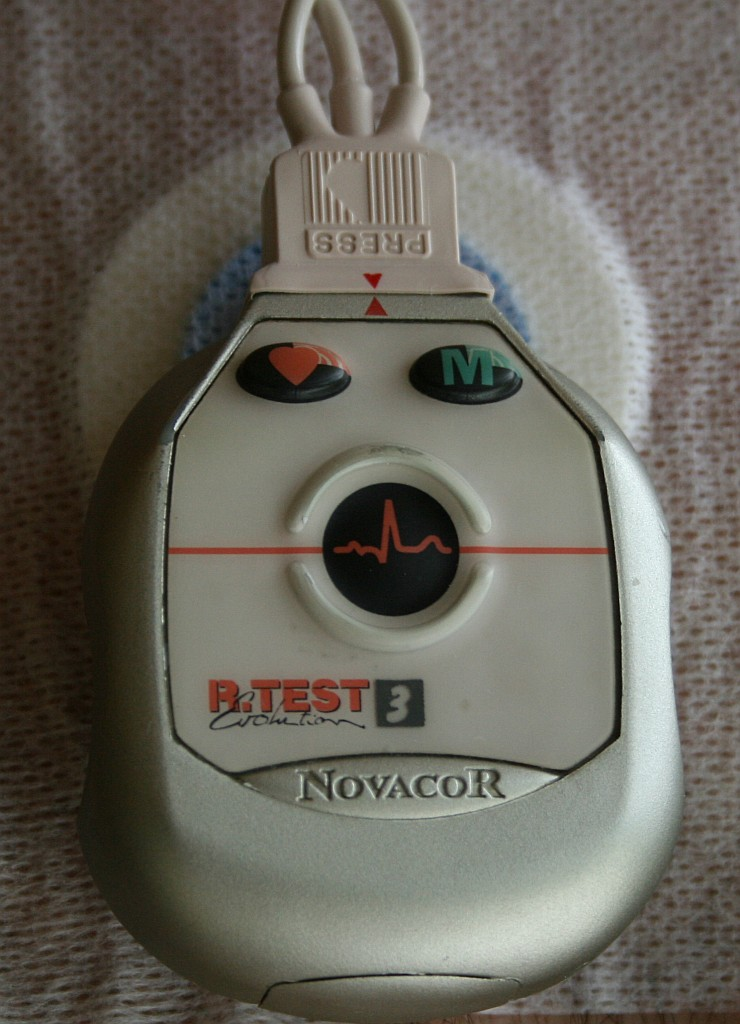
Event-Recorder 60 mm × 48 mm × 28 mm mit 200 h Aufnahmezeit

Die Verwendung der Begriffe Event-Recorder und Loop-Recorder ist nicht einheitlich. Als Event-Recorder werden oft kleine digitale Aufzeichnungsgeräte von der Größe eines Mobiltelefons bezeichnet, die vom Patienten beim Auftreten von Symptomen wie Herzrasen oder Herzstolpern auf die Haut im Brustbereich gedrückt werden und dann eine EKG-Episode über 30–60 Sekunden aufzeichnen.
Der Event-Recorder kann auch die Funktion eines Mobiltelefons haben. Die aufgezeichnete EKG-Episode wird dann über das GSM-Netz an eine Notrufzentrale gesendet. Vor und nach der Übertragung kann die übliche Sprechverbindung zur Symptombeschreibung und für Therapiehinweise genutzt werden, bei Bedarf kann die Zentrale den Aufenthaltsort des Patienten ermitteln und Rettungskräfte alarmieren.
Loop-Recorder hingegen zeichnen das EKG über Hautelektroden dauerhaft auf, löschen es aber nach meist 30 Sekunden wieder. Nur programmierte spezielle EKG-Ereignisse und vom Patienten durch Tastendruck markierte EKG-Episoden werden dauerhaft gespeichert.
Ein Bluebelt genannter Kunststoff-Brustgurt mit trockenen Elektroden erfasst das EKG kontinuierlich und alarmiert beim Auftreten bestimmter EKG-Ereignisse über eine Bluetooth-Verbindung und ein Relais oder Mobiltelefon ebenfalls via GSM-Netz eine Notrufzentrale.

### Implantierbare kardiale Monitore

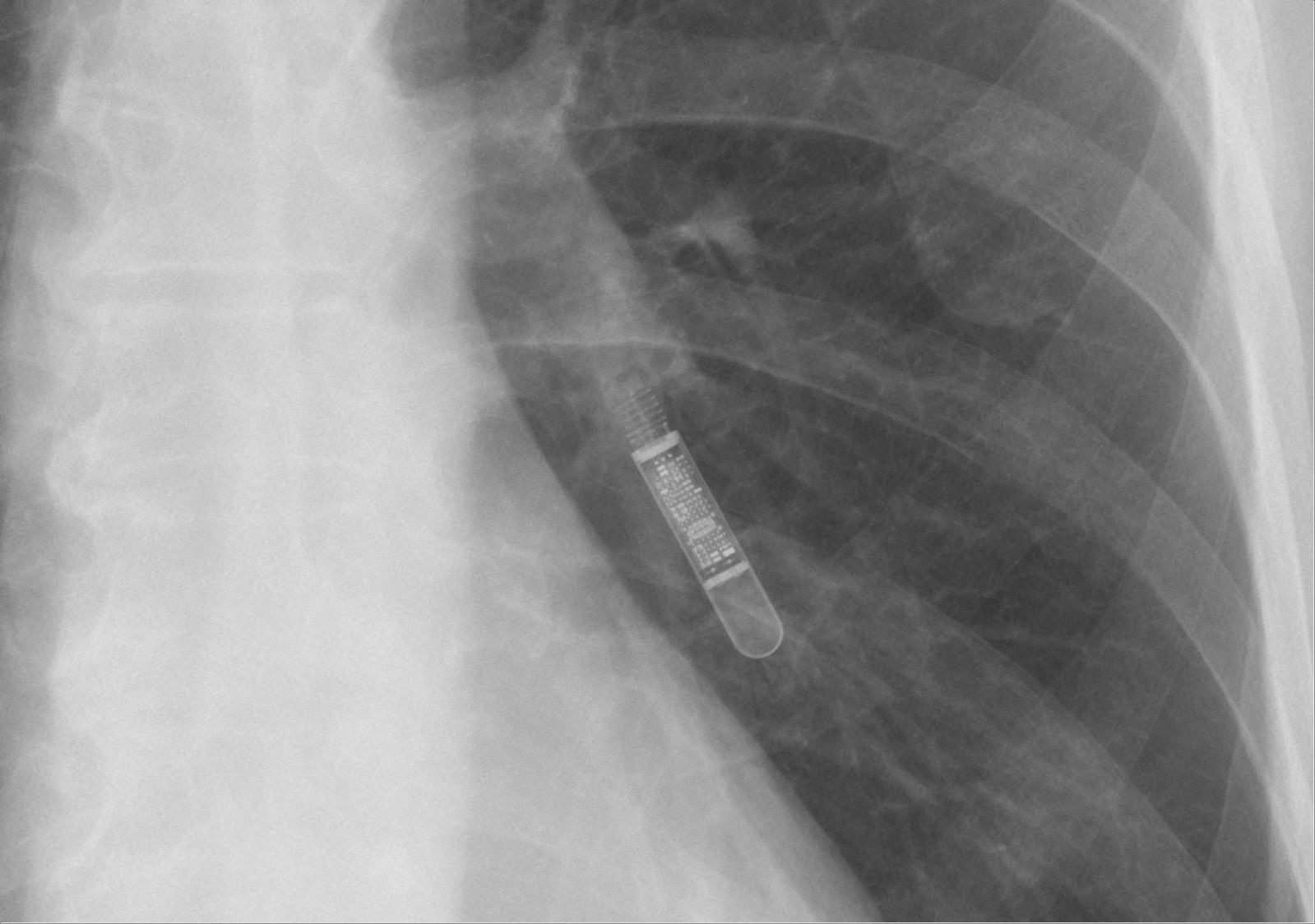
Implantierter Eventrecorder im Röntgenbild

Implantierbare kardiale Monitore (von engl. insertable cardiac monitor) arbeiten ähnlich wie Event-Recorder, können EKG-Episoden aber über einen viel längeren Zeitraum bis zu drei Jahre ohne nennenswerte Beeinträchtigung des Patienten aufzeichnen. Die Abfrage dieser über einen kleinen Schnitt im Brustbereich unter der Haut eingesetzten Aufzeichnungsgeräte erfolgt telemetrisch. Die Geräte sind etwas kleiner als Herzschrittmacher. Anders als beim Herzschrittmacher sind zum Herzen führende Elektroden nicht erforderlich. Dadurch ist die Implantation schnell und einfach im Rahmen einer ambulanten Operation durchführbar. Diese Geräte werden bei Personen eingesetzt, die während der Episode nicht in der Lage sind, den Loop-Recorder anzulegen, beispielsweise zur Synkopenabklärung beziehungsweise wenn vorherige Untersuchungen (Kipptisch, Ergometrie etc.) zu keinem Ergebnis geführt haben oder wenn eine kardiale Pathogenese ausgeschlossen werden muss.